# Polana pod Młaczkami
Polana pod Młaczkami lub polana Młaczki (słow. Hrubô) – jedna z polan w Dolinie Jamnickiej w słowackich Tatrach Zachodnich, położona na południe od wylotu Masłowego Żlebu na wysokości 1100–1120 m. Jest skromną pozostałością po dawnym pasterstwie w tej dolinie. Jej nazwa pochodzi od położonej na jej obrzeżu młaki, będącej pozostałością dawnego stawku. Historię i problematykę tego pasterstwa liczącą sobie kilkaset lat opracowała polska badaczka Zofia Hołub-Pacewiczowa. Polana porośnięta jest bujnymi liśćmi szczawiu alpejskiego, który uważany jest w Tatrach za roślinę niepożądaną. Wśród szczawiu znajduje się oryginalny szałas liptowski.

## Szlaki turystyczne
– niebieski od autokempingu „Raczkowa” przez rozdroże Niżnia Łąka i Jamnicką Przełęcz na Wołowiec.
- Czas przejścia z wylotu Doliny Wąskiej do Niżniej Łąki: 30 min w obie strony
- Czas przejścia z Niżniej Łąki do rozdroża Zahrady: 2 h, ↓ 1:30 h
- Czas przejścia z Zahrad do rozdroża w Dolinie Jamnickiej (odcinek wspólny ze szlakiem zielonym): 20 min w obie strony
- Czas przejścia z rozdroża na Jamnicką Przełęcz: 1:45 h, ↓ 1:20 h